# Massingy (Côte-d'Or)
Massingy es una población y comuna francesa, en la región de Borgoña, departamento de Côte-d'Or, en el distrito de Montbard y cantón de Châtillon-sur-Seine.

## Demografía
| 373                       | 395 | 385 | 353 | 387 | 385 | 389 | 375 | 356 | 327 | 340 | 343 | 297 | 279 | 267 | 250 | 260 | 253 | 232 | 218 | 196 | 157 | 159 | 152 | 140 | 144 | 156 | 125 | 125 | 145 | 116 | 130 | 150 | 161 | 161 |
| (Fuente: INSEE y Cassini) |     |     |     |     |     |     |     |     |     |     |     |     |     |     |     |     |     |     |     |     |     |     |     |     |     |     |     |     |     |     |     |     |     |     |